# ST25
ST25 — вьетнамский сорт длиннозерного риса. Выращивается преимущественно в южных провинциях в дельте Меконга: Бакльеу, Камау, Кьензянг, Шокчанг.

## История
Создатель сорта — Хо Куанг Куа, уроженец провинции Шокчанг (община Виньтяу), где очень развито рисоводство. Он вдохновлялся вьетнамскими сортами Go Cong и Bai Xao начала XX века, а также рисом KDM, росшим в солоноватой воде в Шокчанге и получившим популярность вскоре после обретения Вьетнамом независимости. Основным конкурентом нового сорта считался тайский Thai Hom Mali (жасминовый рис).
Исследовательская группа «Шокчанг», собранная для выведения новых сортов риса, создала первый сорт серии «ST» в 1992 году. ST25 был выведен и отправлен на испытания в 2014, в 2019 получил признание Министерства сельского хозяйства, в 2020 зарегистрирован как объект авторского права. Сорта ST24 и ST25 были созданы скрещиванием более 7 сортов каждый, включая, помимо вьетнамских, сорта из Бангладеш, Тайваня, Таиланда, а также предоставленные Международным институтом риса.
К 2022 году рис ST25 во Вьетнаме возделывался на 150 000 га, в 2024 — на 320 000 га, объём производства — более 2 млн тонн в год. Рис экспортируется в Европу; в 2024 году его экспортная цена составляла более 1000 долларов за тонну, тогда как средняя цена вьетнамского риса — лишь 533 доллара.

## Особенности
Цикл роста и созревания риса ST25 составляет от 95 до 105 дней, что позволяет получать два урожая в год. Рис устойчив к относительно низким температурам (что делает его пригодным для выращивания в горных районах) и к недостатку света. Хорошо растёт в воде с повышенной солёностью, в условиях севооборота с креветками. В приготовлении отличается некоторой липкостью и различимым ароматом ананаса.
В конкурсе на звание самого вкусного риса в мире, проводящемся на Всемирной конференции по торговле рисом, занял первое место в 2019 году в Маниле и второе в 2020 году в США.